# Deer Group
Deer Group är öar i Kanada.   De ligger i provinsen British Columbia, i den sydvästra delen av landet, 3 700 km väster om huvudstaden Ottawa. Arean är 3,4 kvadratkilometer.
Terrängen på Deer Group är platt. Öns högsta punkt är 81 meter över havet. Den sträcker sig 2,8 kilometer i nord-sydlig riktning, och 3,5 kilometer i öst-västlig riktning.
Trakten runt Deer Group är nära nog obefolkad, med mindre än två invånare per kvadratkilometer.